# Kusti Eskola
Kustaa (Kusti) Oskari Eskola, född 19 augusti 1911 i Sievi, död 20 juli 2003, var en finländsk jordbrukare och politiker (Agrarförbundet). 
Eskola, som var son till jordbrukaren Sakari Eskola och Josefiina Fiskaali, genomgick folkskola och ungdomsinstitut. Han var medlem av kommunalfullmäktige i Sievi, ordförande i förvaltningsrådet för Sievi andelskassa, medlem av förvaltningsrådet för Keski-Pohjanmaan osuuskauppa och direktionen för tidningen Keskipohjanmaa, viceordförande i förvaltningsrådet för Oy Korpelan Voima och mellersta Österbottens skogsvårdsnämnd, medlem av lantbruksministeriets rådgivarkommitté, medlem 1951 och ordförande från 1954 i fullmäktige för Finlands Bank, styrelsemedlem i statens spannmålsmagasin, viceordförande i styrelsen för Lantbruksproducenternas centralförbund. Han var medlem av Finlands riksdag 1945–1962 samt andre kommunikationsminister i Urho Kekkonens regering 1953, lantbruksminister i V.J. Sukselainens regering 1957 och kommunikationsminister i Karl-August Fagerholms regering 1958.

## Utmärkelser
- Kommendörstecknet av Finlands Lejons orden[2]
- Frihetsmedaljens 1. klass[2]
- Frihetsmedaljens 2. klass[2]

[Redigera Wikidata]